# Discografia dei Gang
Questa è la discografia dei Gang, band folk rock e combat folk italiana, dalle origini fino ai tempi odierni.

## Studio
- 1984 — Tribes' Union - Autoprodotto
- 1987 — Barricada Rumble Beat - Autoprodotto
- 1989 — Reds (CGD)
- 1991 — Le radici e le ali (CGD)
- 1993 — Storie d'Italia (CGD)
- 1995 — Una volta per sempre (CGD)
- 1997 — Fuori dal controllo (WEA)
- 2000 — Controverso (WEA)
- 2004 — Nel tempo e oltre, cantando (assieme a La Macina) (Storie Di Note)
- 2006 — Il seme e la speranza (Lifegate Music)
- 2011 — La rossa primavera (Latlantide)
- 2015 — Sangue e cenere
- 2017 — Calibro 77 (Rumble beat)
- 2017 — Scarti di lato (Rumble beat)
- 2021 — Ritorno al fuoco
- 2021 — Folkies
- 2023 — Fra silenzi e spari
- 2023 — Quanto amore (Omaggio a Claudio Lolli)
- 2023 — Re-Incanto

## Live
- 2008 — Dalla polvere al cielo (Bootleg)
- 2009 — Il paese della vergogna con Daniele Biacchessi (Latlantide)
- 2010 — Tribe's reunion (Latlantide)
- 2011 — Quando gli angeli cantano (Latlantide)
- 2012 — Storie dell'altra Italia con Daniele Biacchessi e Massimo Priviero (Latlantide)
- 2012 — Le radici e le ali Live - Venti di Gang (Latlantide)
- 2015 — Storie D'Italia Live Tour 1993
- 2017 — Live Reds - Macerata, 7.9.1989
- 2021 — Per un pugno di stelle
- 2021 — Calibro 77, live al Cantiere di Monterotondo 21.01.2017

## Tributi
- 2011 — Quando gli angeli cantano (Latlantide)
- 2022 — Comandante Spirito & Que Viva Gang Orchestra — Que Viva Gang

## Singoli
- 1986 — Against The Power Dollar/It Says Here

## Dischi ufficiali usciti come ricompense dei crowdfunding
- 2015 — Storie D'Italia Live Tour 1993
- 2017 — Scarti di lato (Rumble beat)
- 2017 — Live Reds - Macerata, 7.9.1989
- 2021 — Folkies
- 2021 — Per un pugno di stelle
- 2023 — Quanto amore (Omaggio a Claudio Lolli)
- 2023 — Re-Incanto

## Compilation
- Blu Message in Sanremo Rock
- 1990 - Musica Ribelle in Union
- 1993 - Ombre rosse in Rock targato Italia
- 1994 - Itab Hassan Mustapha in Rock targato Italia
- 1994 - Rumble Beat in Punto Zero n.16/17
- 1994 - Vedrai vedrai in Quando... (tributo a Luigi Tenco)
- 1994 - Discanto in I disertori
- 1995 - Cambia il vento in La musica che cambia
- 1995 - Eurialo e Niso in Materiale resistente
- 1995 - La canzone del bambino nel vento (Auschwitz), di Francesco Guccini in Tributo ad Augusto (Daolio, dei Nomadi)
- 1996 - Le storie di ieri di Francesco De Gregori, insieme a Cristiano De André in Fatto per un mondo migliore
- 1997 - Comandante in Para todos todo, nada para nosotros
- 2001 - Fermiamoli in Belle bandiere
- 2001 - “Sesto San Giovanni/La filanda e' 'na galera/E' ffinidi i bozzi boni” con La Macina in Tribù Italiche - Marche
- 2001 - La chiesa si rinnova di Giorgio Gaber, con Spirogi Circus e Gemelli Ruggeri in Canzoni di Eroi
- 2002 - Fermiamoli in Sonora (Materiali sonori)
- 2002 - Comandante in Vent'anni e più di.. Circolo Gianni Bosio
- 2002 - Aprile e Il tempo in cui ci si innamora in Corpo di guerra
- 2002 - Socialdemocrazia in Combat
- 2003 - Giovanna D'Arco in Mille papaveri rossi e Non più i cadaveri dei soldati (un omaggio a Fabrizio De André)
- 2005 - È lunga la strada con La Macina in Seguendo Virgilio - dentro e fuori il Quartetto Cetra, Club Tenco
- 2005 - Prima della guerra in Soniche avventure Vol. 08
- 2005 - E penso a te in Respiriamo Liberi (omaggio a Lucio Battisti)
- 2005 - Garageland (Versione acustica) in 10.000 giorni di rock'n'roll - Il tributo italiano a Joe Strummer
- 2006 - Il tempo in cui ci si innamora in Venti per Luca - 1986-2006 chi non ha memoria non ha futuro
- 2006 - L'impiccato in Con quali occhi - Il mucchio extra - Tributo a Francesco De Gregori con Alessio Lega
- 2006 - Questa TV e Piove governo ladro in Vita mia, omaggio a Peppe De Birtina
- 2007 - Socialdemocrazia in Nessuno oltraggi nessuno, versione live tratta dal tour Gang City Ramblers
- 2008 - "Benediciamo a Cristroforo Colombo..." (Marino e Sandro Severini) in Jemece a ffa' un sonnellino in fondo allo stagno di Giorgio Cellinese-La Macina
- 2008 - Ricordo d'autunno in 26 canzoni per Peppino Impastato
- 2008 - “Bandito Senza Tempo (Live)” in Lontano da...Fino Del Monte 2000-2008
- 2008 -  “Il Lavoro per Il Pane” in LIBERA ARTE 3
- 2009 - "Carta laniena" e "Da millenni di neve" (Marino Severini) in Da "Tuto è corpo d'amore" a "El vive d'omo" di Gastone Pietrucci-La Macina
- 2010 - “This Land is Your Land”, Gang & friends in Revolution Rock A Way Of Life
- 2010 - "Angelo che me l'hai ferito 'l core..." (Marino e Sandro Severini), "E' lunga la strada" (Macina-Gang), "So' stato a llavorà a Montesicuro..." (Sandro Severinii e "Supplica a mia madre" (Sandro Severini )in Aedo malinconico ed ardente, fuoco ed acque di canto vol. III di Gastone Pietrucci-La Macina
- 2013 - “La pianura dei 7 fratelli” in Canti Erranti Senza Padrone 2013
- 2013 - “Sesto San Giovanni” in Know Your Rights
- 2015 - "Bandito senza tempo" (Macina-Gang) in Vivo! Vent'anni di musica all'Istituto Ernesto de Martino
- 2018 - "So' stato a llavorà a Montesicuro..." (Sandro Severini), "Supplica a mia madre" (Sandro Severini), "Angelo che me l'hai ferito 'l core..." (Marino Severini-Sandro Severini), "Cecilia" (Macina-Gang),, E' ffinidi i bozzi boni..." (Macina-Gang), "Fra giorno e nnotte so' ventiquattr'ore..." (Macina-Gang), "Sotto la croce Mmaria..." (Sandro Severini) in Opus minus, di Gastone Pietrucci-La Macina

## Partecipazioni
- 1994 - Bella Ciao e All are equal for the law in Bella ciao della Banda Bassotti
- 1995 - Zone di polizia, Domani partirò, Rato Blanco e Luna piena in Ratoblanco dei Ratoblanco
- 1996 - La locomotiva di Francesco Guccini in La grande famiglia dei Modena City Ramblers
- 1998 - Il signor Hood di Francesco De Gregori in Gente distratta dei Tupamaros
- 2000 - Canzone per il Che, con gli Skiantos
- 2000 - Borghesia in Dalla parte del torto di Claudio Lolli
- 2000 - Bob (Fucking Bastard) in Malavida dei Malavida
- 2001 - Le cose che cambiano e Due gocce in Bandiera Genovese dei La Rosa Tatuata
- 2002 - Belle idee in Il metro dell'età dei Marmaja
- 2002 - La ballata del brigante Pietro Masi detto il Bellente, (Marino e Sandro Severini) e "Sotto la croce Mmaria..." (Sandro Severini) in Aedo malinconico ed ardente, fuoco ed acque di canto, vol. I di Gastone pietrucci-La Macina
- 2003 - Paz in Ognuno scelga da che parte stare degli Spirogi Circus
- 2004 - in Le parole del vento degli Oloferne
- 2004 - Domani partirò in Crea scompiglio dei Ratoblanco
- 2004 - Sesto San Giovanni (Macina-Gang) in Mantova Musica Festival
- 2004 - L'uomo che piantava alberi in Circobirò dei Ratti della Sabina
- 2004 - Terra di nessuno e Genova in Terra di Nessuno dei Del Sangre
- 2005 - In fabbrica in Sempre degli Statuto
- 2005 - La pianura dei 7 fratelli e Viva l'Italia, coi Modena City Ramblers in Appunti partigiani
- 2005 - Tredici in La Banda Tom e altre Storie partigiane degli Yo Yo Mundi
- 2005 - Le Storie di Ieri e Tredici in Resistenza degli Yo Yo Mundi
- 2005 - Il sogno in Non si può fermare il vento di Atarassia Grop
- 2005 - O Pescator che peschi in Bala e fa balà dei Luf
- 2005 - Tears are falling down in Dirty roads dei Miami & the Groovers
- 2006 - Canzone per Ion Cazacu e Sera Jugoslava in Sogni e tradimenti di Renato Franchi e Orchestrina del Suonatore Jones
- 2006 - Tra la polvere e il cielo in Italia Gangbang di Guido Foddis
- 2006 - Figlio in Jokerjohnny. I degli Spanish Johnny
- 2006 - Pane Giustizia e Libertà in Dolce Resistenza di Massimo Priviero
- 2006 - La lotta dell'inverno in Senza troppi preamboli... dei Legittimo Brigantaggio
- 2006 - Onda d'ombra in Terra e mare dei Crifiu
- 2006 - La Sposa Morta (solo Marino) e Bello Lo Mare E Bbella La Marina... (solo Sandro) in Aedo malinconico ed ardente, fuoco ed acque di canto vol.2 della Macina
- 2006 - Il ragazzo dal busto di gesso (tratto da Alpi della luna. Resistenza e nuove speranze di Lino Taboni, numero monografico di “Pesaro-Urbino”, periodico dell'amministrazione provinciale di Pesaro e Urbino, giugno 1983) in Festa d'Aprile di Evasio Muraro e Michele Anelli
- 2007 - Tre colori di Graziano Romani - voce, cori, chitarra solista ed elettrica nel brano "Guardando In Faccia Il Sole".
- 2007 - Malagang dei Malavida
- 2007 - Sesto San Giovanni in Lavoro e dignità dei Ned Ludd
- 2007 - Il Lettore in cd+libro Attenzione! Uscita Operai della Banda Putiferio
- 2007 - Comandante in Paradis del Diaol dei Luf
- 2008 - Il dottor Ernesto in Poi dice che U.N.O. si butta a sinistra degli U.N.O.
- 2008 - Siamo gli operai, brano inedito dedicato agli operai della Thyssen Krupp di Torino morti il 6 dicembre 2007: Marino Severini, voce, e Sandro Severini, chitarra elettrica
- 2008 - Polvere su polvere in Maggio giardinaio dei Drunken Butterfly
- 2008 - “L'ultimo volo” in Graffi di vita dei Barra 40
- 2008 - “Rosa” in Soldati di Andrea Parodi
- 2008 - “Natale ‘44” in Passaggi di Andrea Sigona
- 2009 - “60 anni” in Fino all'ultimo bandito dei Guacamaya
- 2009 - Bruciami l'anima in Sempre-Mai di Denny Natalucci
- 2009 - La grazia in un fiore in La parata dei secondi dei Vad Vuc
- 2009 - Luna Lunera in Cuore di ferro di Massimiliano D'Ambrosio
- 2009 - Tra le Nuvole e l'Asfalto di Federico Braschi
- 2010 - Tempi moderni in Storie di… di Fiorindo
- 2010 - Agit Prop dei Malavida
- 2010 - Dr. Hyde e Mr. Hyde di Andrea Salini
- 2010 - “Canzone per il lupo”  in Dr. Hyde e Mr. Hyde di Andrea Salini
- 2010 - "Eyes on the Prize" in Blues for working Class di Daniele Tenca
- 2011 - La canzone dell'emigrante in Storie in un bicchiere dei Rossopiceno
- 2011 - Antonio l'astronauta in Nel paese dei balocchi degli Hombre all'ombra
- 2011 - Bandito senza tempo in Il sangue e la polvere dei Guacamaya
- 2011 - “In fabbrica” in Statuto & Friend in concerto degli Statuto
- 2011 - “La volante” in Born Bad degli Ashpipe
- 2012 - “Come cambia il vento” nell'album Come cambia il Vento dei Rossopiceno
- 2012 - “Il vecchio e il bambino” in Il pittore è l'unico che non sceglie di Marco Sonaglia
- 2012 - "Nebbia Bassa” in Nebbia Bassa dei FEV
- 2012 - “Madres” in Con sentimento degli Askatasuna
- 2013 - "Johnny e Mary" in R_Evoluzione dei Contratto Sociale
- 2013 - “Se mi guardi vedi” in Dopo le Strade di Renato Franchi e l'Orchestrina del suonatore Jones
- 2014 - “Stress Homeless” in Resto fuori dei Maleducazionealcolica
- 2014 - "Il cuore e Le Mani" in Niutaun dei Niutaun
- 2014 - "Bandito senza Tempo” e "Piazza Fontana" in Banditi senza Tempo della Banda Bassotti
- 2015 - "Canzone per Delmo" in La prima volta di  Filippo Andreani
- 2015 - "Mordere i sassi" in  “Piccole Storie” di Giorgio Cordini
- 2015 - "Tigre dell'Ogliastra" in “Carta Canta” dei Mé, Pék e Barba
- 2015 - "Un pregiudizio" di Ventruto
- 2016 - "12 lenzuola bianche" e "I passi del mattino" in Finestre di Renato Franchi e l'Orchestrina del suonatore Jones
- 2018 - Paz in A ruota libera / Freewheeling: the duet album di Graziano Romani
- 2022 — "Socialdemocrazia", "Dante di Nanni", "Iside", "A Maria", "Vorrei" in Que Viva Gang di Comandante Spirito & Que Viva Gang Orchestra

## Videografia
DVD
- 2006 - Insieme...sognare si può - Gang, Graziano Romani e i Luf live al PalaCreberg di Bergamo il 21 gennaio 2006.
Il ricavato della vendita del DVD, pubblicato dall'associazione "Soffia Nel Vento", è devoluto in favore dell'associazione 'Spazio Autismo' di Bergamo.
- 2007 - Gang in teatro